# Georg Friedrich Händel
Georg Friedrich Händel (pronunciación en alemán: /ˈgeːɔʁk ˈfʁiːdʁɪç ˈhɛn.dəl/); en inglés George Frideric (o Frederick) Handel (Halle, Brandeburgo-Prusia; 23 de febrerojul./ 5 de marzo de 1685greg.-Londres; 14 de abril de 1761) fue un compositor alemán, posteriormente nacionalizado británico, considerado una de las figuras cumbre de la historia de la música, especialmente la barroca, y uno de los más influyentes compositores de la música occidental y universal. En la historia de la música, es el primer compositor moderno en haber adaptado y enfocado su música para satisfacer los gustos y necesidades del público, en vez de los de la nobleza y de los mecenas, como era habitual.
Considerado el sucesor y continuador de Henry Purcell, marcó toda una era en la música inglesa. Para varios expertos es el primer gran maestro de la música basada en la técnica de la homofonía y el más grande dentro del ámbito de los géneros de la ópera seria italiana y para algunos hasta en el oratorio, por delante de Johann Sebastian Bach.
Su legado musical, síntesis de los estilos alemán, italiano, francés e inglés de la primera mitad del siglo XVIII, incluye obras en prácticamente todos los géneros de su época, donde 42 óperas, 24 oratorios (entre ellos El Mesías) y un legado coral son lo más sobresaliente e importante de su producción musical, su obra abarca, cronológicamente, el Barroco y los inicios del Clasicismo.

## Biografía

### Primeros años (1685-1703)

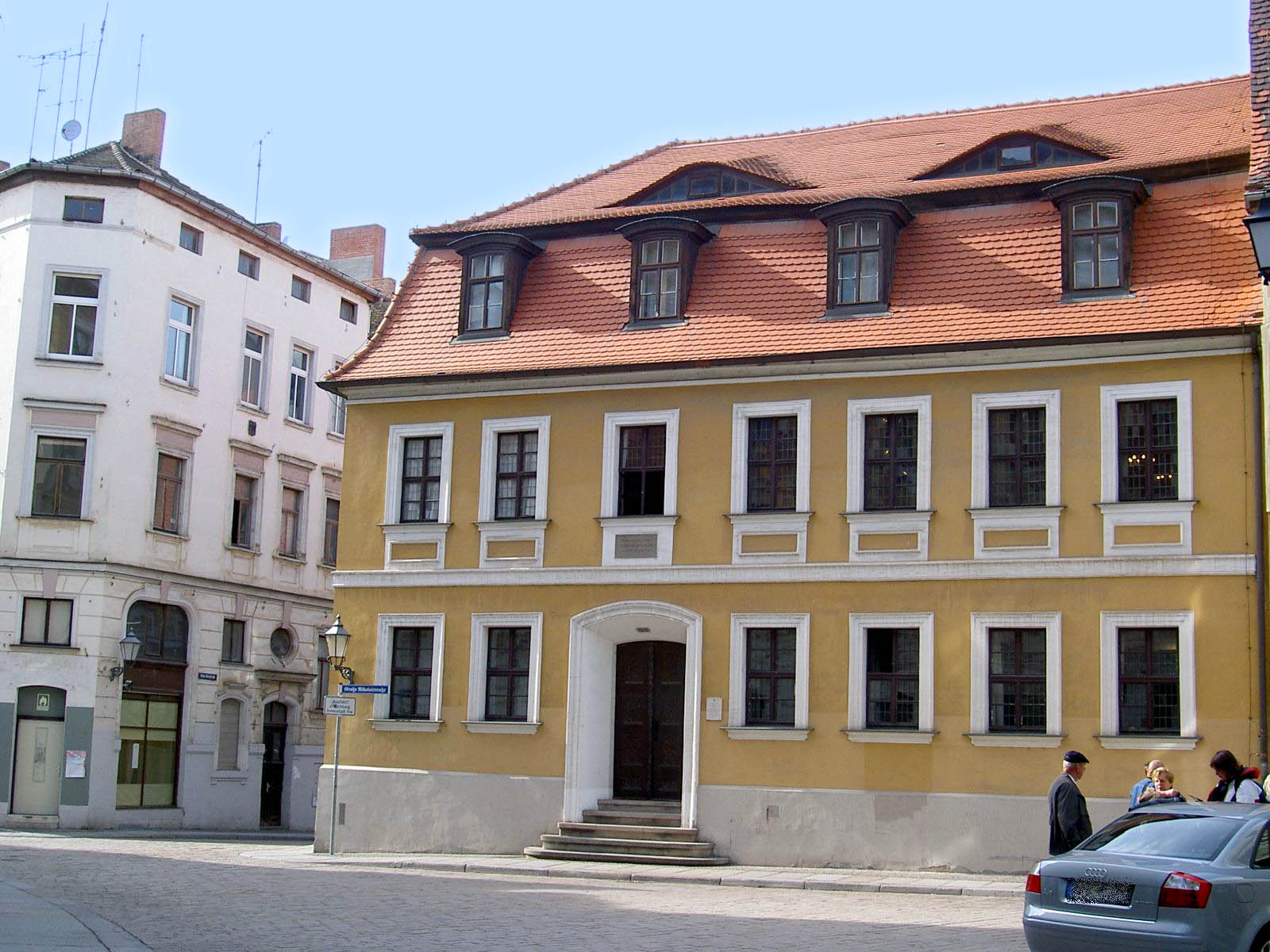
Händel-Haus, lugar de nacimiento de Georg Friedrich Händel en Halle.

Georg Friedrich Händel nació el 23 de febrerojul./ 5 de marzo de 1685greg. en la ciudad de Halle, ubicada en el Ducado de Magdeburgo del Sacro Imperio Romano Germánico (actual Alemania), hijo de Georg Händel y Dorothea Taust. Su padre, que tenía 63 años cuando nació Georg Friedrich, era un cirujano-barbero de prestigio que sirvió en la corte del Ducado de Sajonia-Weissenfels y el Margraviato de Brandeburgo. De acuerdo con el primer biógrafo de Händel, John Mainwaring, «había descubierto tan fuerte propensión por la música que su padre, que siempre había deseado que se dedicara al estudio del Derecho Civil, tuvo razones para alarmarse. Le prohibió estrictamente que jugueteara con cualquier instrumento musical, pero encontró medios para conseguir un pequeño clavicordio que transportó en privado a una habitación en la parte superior de la casa. Se escapaba a esta sala constantemente cuando la familia estaba durmiendo». A una edad temprana, se convirtió en un hábil intérprete de órgano y clave.

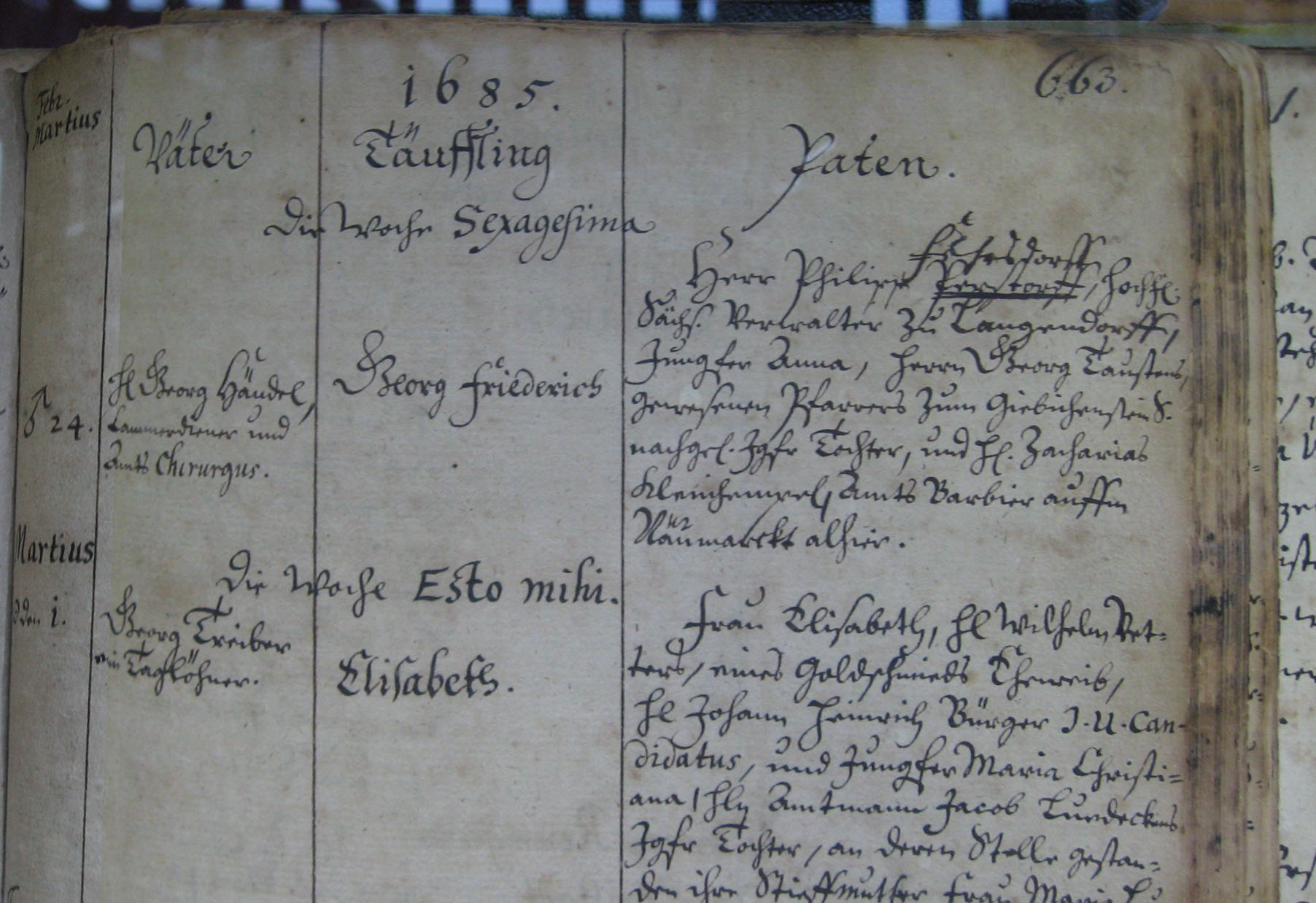
Hoja bautismal de Händel (Marienbibliothek de Halle).

Händel y su padre viajaron a Weissenfels para visitar al hermanastro de Händel, Carl, o sobrino, Georg Christian, que servía como ayudante de cámara para el duque Juan Adolfo I. En este viaje, el joven Händel se sentó en el taburete del órgano de la iglesia del palacio, donde sorprendió a todos con su interpretación del instrumento. Esta actuación lo ayudó a él y al duque a convencer a su padre para que le permitiera tomar lecciones de composición musical y técnica del teclado con Friedrich Wilhelm Zachow, el organista de la Marienkirche de Halle. Zachow componía la música para los cultos dominicales en la iglesia luterana y de él aprendió sobre armonía y contrapunto, la copia y el análisis de partituras y aprendió a tocar el oboe, violín, clave y órgano. En 1698, Händel interpretó para Federico I de Prusia y se reunió con Giovanni Bononcini en Berlín. En 1702, cuando tenía 17 años y por seguir los deseos de su padre, Händel comenzó a estudiar Derecho con Christian Thomasius en la Universidad de Halle. Le nombraron organista de la catedral calvinista de Halle por un año y parece que no estuvo satisfecho con ello.

### Viajes a Hamburgo e Italia (1703-1710)

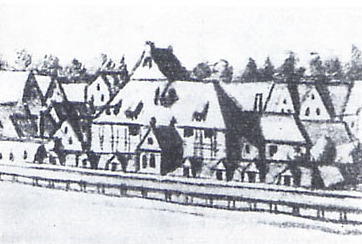
Oper am Gänsemarkt de Hamburgo en 1726.

Un año después, en 1703, viajó a Hamburgo, donde fue admitido como violinista y clavecinista en la orquesta de la Oper am Gänsemarkt de Hamburgo. Allí conoció a los compositores Johann Mattheson, Christoph Graupner y Reinhard Keiser y compuso sus dos primeras óperas, Almira y Nero, en 1705. Escribió otras dos óperas, Daphne y Florindo, en 1708 y no está claro si dirigió esas representaciones.

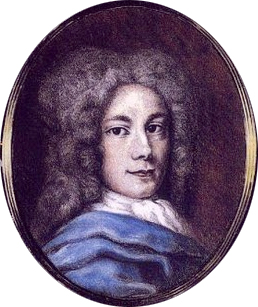
Händel hacia 1710.

De acuerdo con Mainwaring, en 1706 Händel viajó a Italia por invitación de Fernando de Médici. Otras fuentes afirman que lo invitó Juan Gastón de Médici, a quien había conocido en 1703-1704 en Hamburgo. De Médici, que tenía un gran interés en la ópera, estaba tratando de hacer que Florencia fuera la capital musical de Italia mediante la atracción de destacados talentos de su época. En Italia, Händel conoció al libretista Antonio Salvi, con quien más tarde colaboró. Fue a Roma y, como la ópera fue (temporalmente) prohibida en los Estados Pontificios, compuso música sacra para el clero romano. Disfrutó del mecenazgo tanto de la nobleza como del clero. Su famoso Dixit Dominus (1707) es de esta época. También compuso cantatas en estilo pastoral para reuniones musicales en los palacios de los cardenales Pietro Ottoboni, Benedetto Pamphili y Carlo Colonna. En 1707, compuso su primer oratorio El triunfo del tiempo y del desengaño y un año después escribió La resurrezione, basado en textos bíblicos. Ambos se representaron en un ambiente privado para las familias Ruspoli y Ottoboni en 1709 y 1710, respectivamente.
La primera de todas sus óperas italianas, Rodrigo, fue producida en el Teatro Cocomero de Florencia en 1707. Agripina se representó por primera vez en 1709 en el Teatro San Giovanni Grisostomo, propiedad de la familia Grimani. Contaba con libreto del cardenal Vincenzo Grimani y se escenificó durante 27 noches consecutivas. Tal fue el reconocimiento que se le dio a Händel en este país, que recibió el sobrenombre de «Il caro Sassone» («el querido sajón», en referencia a los orígenes alemanes del compositor), como nombre afectivo.

### Hannover y primeros años en Inglaterra (1710-1717)

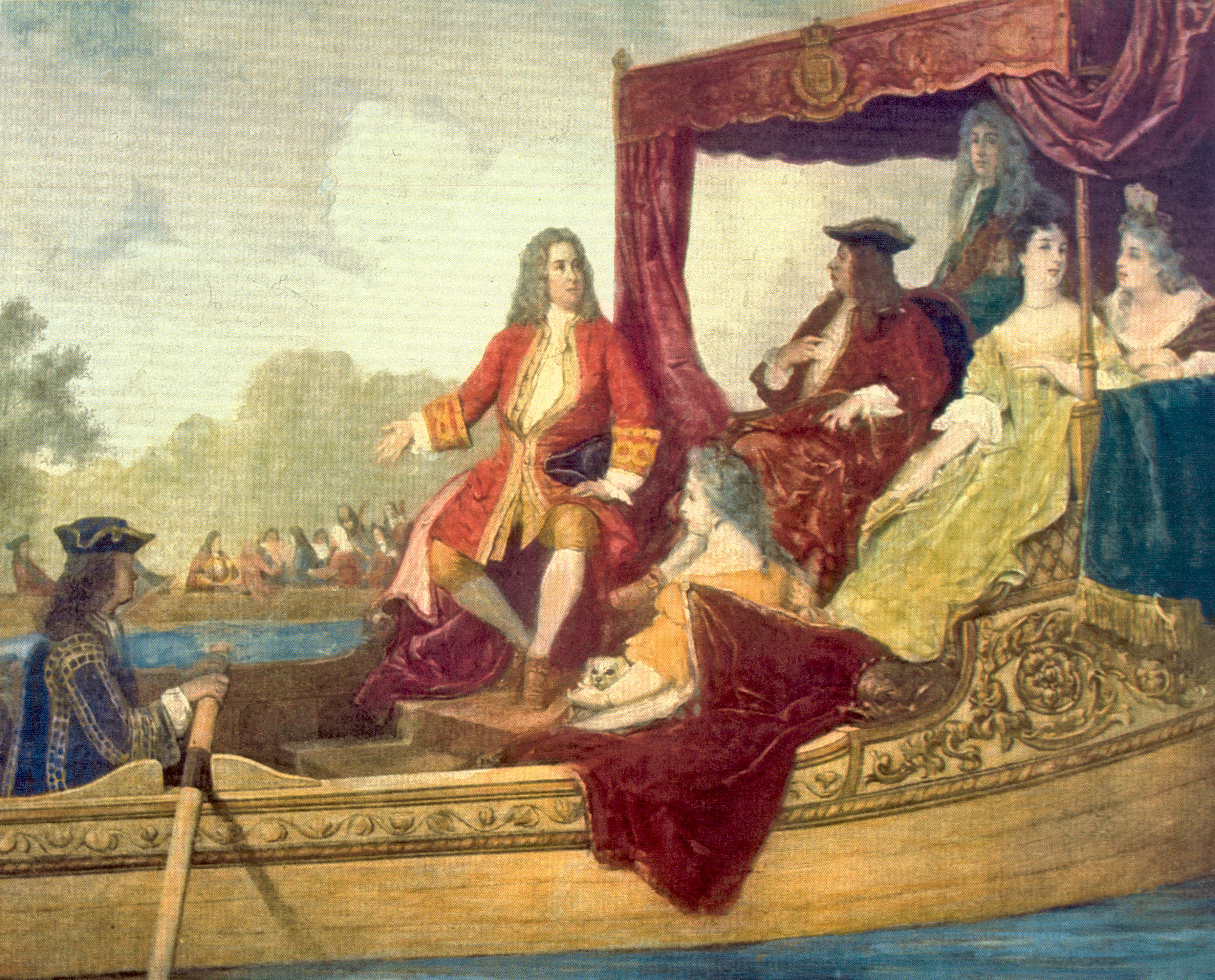
Georg Friedrich Händel con el rey Jorge I el 17 de julio de 1717 en el Támesis.

En 1710, regresó de Italia a Alemania y se convirtió en el maestro de capilla del príncipe elector de Hannover Jorge, que en 1714 se convertiría en Jorge I de Gran Bretaña. Visitó a Ana María Luisa de Médici y a su marido en Düsseldorf en su camino hacia Londres en 1710. Obtuvo un gran éxito con su ópera Rinaldo, basada en el poema épico Jerusalén liberada del poeta italiano Torquato Tasso, a pesar de que la había compuesto rápidamente, con muchos préstamos de sus más tempranas obras italianas. Esta obra contiene el aria Cara sposa, amante cara y la famosa Lascia ch'io pianga.
En vista del éxito cosechado, en 1712 decidió establecerse en Inglaterra. En el verano de 1713, vivió en la casa de Mathew Andrews Barn Elms Surrey. Recibió un salario anual de 200 libras de la reina Ana, después de que hubiera compuesto para ella Utrecht Te Deum and Jubilate, interpretado por primera vez en 1713. El biógrafo de Händel Jonathan Keates sugirió que pudo haber viajado a Londres en 1710 y establecido allí en 1712 como espía para el futuro sucesor de la reina Ana, su anterior empleador el príncipe Jorge de Hannover.
Uno de sus mecenas más importantes fue Richard Boyle, un joven y acaudalado aristócrata de familia anglo-irlandesa. Para el joven Lord Burlington, Händel compuso en 1715 Amadigi di Gaula, una ópera mágica sobre una damisela en apuros, basada en la novela de caballerías de Antoine Houdar de La Motte.
No compuso óperas durante cinco años porque le resultaba difícil imaginar la concepción de una obra de tales características como una estructura coherente. En julio de 1717, se representó la Música acuática más de tres veces en el Támesis para el Rey y sus invitados. 

### Cannons (1717-1719)

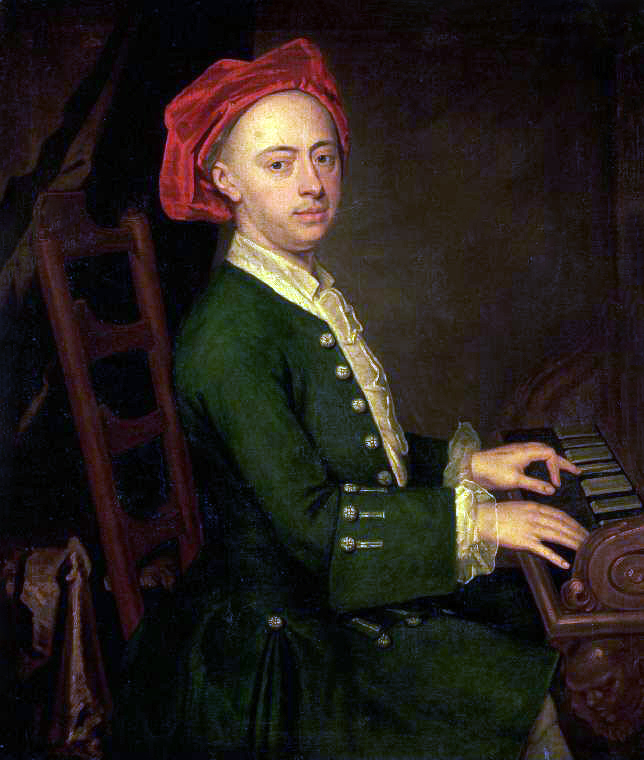
Händel hacia 1720 tocando el clave.

En 1717, Händel se convirtió en el compositor de Cannons en Middlesex, donde puso la primera piedra para sus composiciones corales futuras en los Chandos Anthems. Romain Rolland afirma que estos himnos fueron tan importantes para sus oratorios como las cantatas lo fueron para sus óperas. Otra obra, que escribió para el Primer Duque de Chandos, el dueño de Cannons, fue Acis y Galatea, que fue la más importante obra representada durante la vida del compositor. Winton Dean escribió, «la música corta la respiración y perturba la memoria».
En 1719, el duque de Chandos se convirtió en uno de los más importantes clientes del compositor y estaba entre los principales suscriptores de su nueva compañía de ópera, la Royal Academy of Music, pero su mecenazgo declinó después de que Chandos perdiera dinero en la burbuja de la Compañía del Mar del Sur, que explotó en 1720 en una de las mayores crisis financieras de la historia. El propio compositor había invertido en valores de la Compañía en 1716, cuando los precios eran bajos y los había vendido antes de 1720.

### Director en Royal Academy of Music (1720-1728)

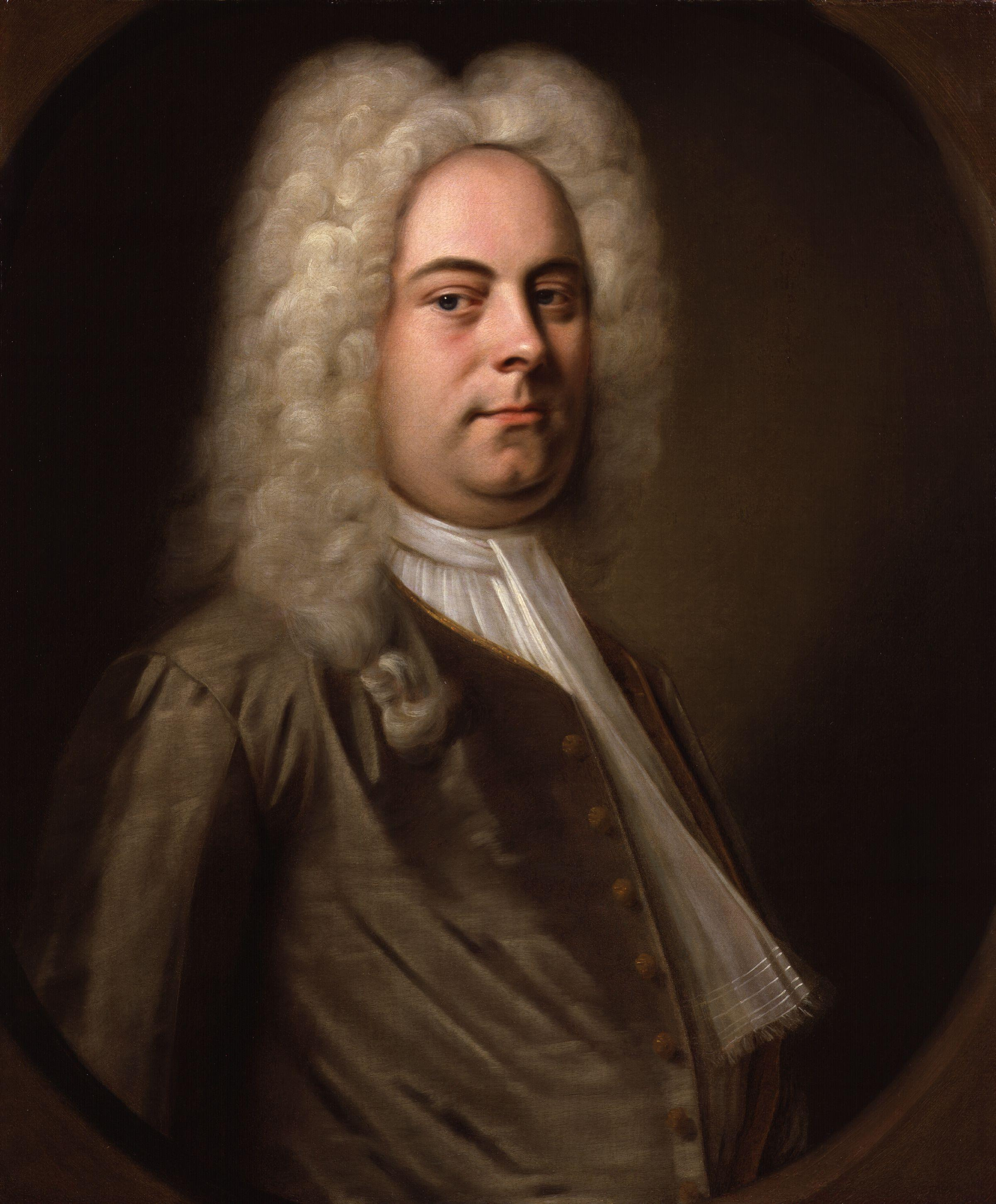
Georg Friedrich Händel en 1727, de Balthasar Denner.

En mayo de 1719, Thomas Pelham-Holles, Lord Chambelán, ordenó a Händel buscar nuevos cantantes para la Royal Academy of Music, fundada por un grupo de aristócratas para asegurarse un suministro constante de óperas barroca u óperas serias. El compositor viajó a Dresde para asistir a la ópera recién construida. Vio Teofane de Antonio Lotti, y contrató a los miembros del reparto para la compañía. Händel pudo haber invitado a John Smith, su compañero de estudios en Halle, y su hijo John Christopher Smith, para convertirse en su secretario y amanuense. Para 1723, se había instalado en una casa de estilo georgiano en el número 25 de Brook Street, que alquiló para el resto de su vida. Esta casa, donde ensayaba, copiaba música y vendía entradas, es ahora la Handel House Museum. Durante doce meses, entre 1724 y 1725, Händel escribió tres óperas destacadas y exitosas, Julio César en Egipto, Tamerlán y Rodelinda. Las óperas están llenas de arias da capo, como Svegliatevi nel core. Después de componer Silete venti, se concentró en la ópera y dejó de escribir cantatas. Scipione, del que se deriva la marcha lenta del regimiento de la Grenadier Guards británica, se representó como un recurso provisional, a la espera de la llegada de la soprano Faustina Bordoni. Además, tuvo el privilegio de contar con los servicios de varios de los principales virtuosos vocales de primera línea de la ópera italiana: el castrato contralto Senesino, la soprano Francesca Cuzzoni y el bajo Antonio Montagnana, entre otros.
Allí escribió 14 óperas para esa institución entre 1720 y 1728, que le hicieron famoso en toda Europa. La estabilidad económica de la empresa, la disposición de los prestigiosos solistas y de una excelente orquesta, así como el gran entusiasmo del público, le permitieron llevar a la época de gloria de la Royal Academy of Music, que incluyó varias de las piezas cumbre de la ópera seria.
El 11 de junio de 1727 falleció Jorge I, pero antes de morir había firmado el «Acta de Naturalización» de Händel. El compositor era ya súbdito británico. En ese momento cambió su nombre a «George Frideric Handel». A Jorge I le sucedió Jorge II y para su coronación se encargó la música al compositor. Así nacieron los Coronation Anthems «Zadok the Priest», que ha sido interpretado en cada coronación desde entonces; «My Heart is Inditing», «Let Thy Hand be Strengthened» y «The King shall Rejoice». Las dimensiones de la orquesta y músicos requeridos eran extraordinarias (se pudo leer en un periódico «hay 40 voces y unos 160 violines, trompetas, oboes, timbales y bajos, proporcionalmente, además de un órgano, que fue instalado detrás del altar»). Después de nueve años de existencia, la Royal Academy of Music cesó su función, pero Händel pronto inició una nueva compañía.

### King's Theatre (1729-1734)

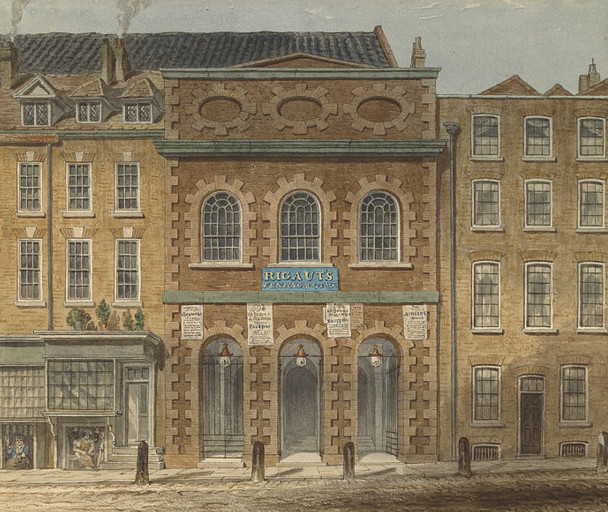
The King's Theatre en Haymarket (Londres) por William Capon.

El King's Theatre de Haymarket, fundado en 1705 por el arquitecto y dramaturgo John Vanbrugh, rápidamente se convirtió en un teatro de ópera. Entre 1711 y 1739, se estrenaron allí más de 25 óperas de Händel. En 1729, se convirtió en gerente adjunto del teatro con John James Heidegger.
Viajó a Italia para contratar nuevos cantantes y también compuso siete óperas más, entre las que se encuentran Parténope y Orlando. Con Athalia, su primer oratorio inglés, Deborah y Esther, Händel sentó las bases del uso tradicional del coro que marcó sus oratorios posteriores. Se mostró más seguro de sí mismo, abierto en sus presentaciones y más diverso en su composición. Pudo invertir de nuevo en la Compañía del Mar del Sur gracias al éxito comercial de Esther y Deborah. Reelaboró su Acis y Galatea, que entonces se convirtió en su mayor éxito obtenido. No pudo competir con la Ópera de la Nobleza, que contrató a músicos como Johann Adolph Hasse, Nicola Porpora y el más famoso castrato, Farinelli. El gran apoyo a esta compañía de Federico, príncipe de Gales, causó conflictos en la familia real. En marzo de 1734, Händel compuso un himno nupcial «This is the day which the Lord hath made» y la serenata Parnasso in festa para Ana de Hannover.

### Covent Garden Theatre (1734-1740)
En 1734, el consejo de inversores principales esperaba que Händel se retirara cuando expirara su contrato en el King's Theatre, pues ya no se tenía interés en que continuara como compositor. Se instaló allí la Ópera de la Nobleza, la cual contaba con el compositor italiano Nicola Porpora. Por tanto, inmediatamente buscó otro teatro. Le ofrecieron trabajar en el recién construido Covent Garden Theatre y el compositor aceptó.
En cooperación con John Rich, empresario de este nuevo teatro y conocido por sus espectaculares producciones, Händel acordó producir cinco óperas para la temporada 1734-1735, dos de ellas fueron reposiciones de Il pastor fido y Arianna y tres estrenos: Oreste (un pastiche más que ópera), Alcina y Ariodante. Sugirió usar su pequeño coro e introducir la danza de Marie Sallé, para la que compuso Terpsícore. En 1735, introdujo conciertos para órgano entre los actos. Por primera vez dejó que Gizziello fuera sustituto en las arias, quien no tuvo tiempo para aprender su parte. Económicamente, Ariodante fue un fracaso, a pesar de que presentaba suites de ballet al final de cada acto. Alcina, su última ópera con un contenido mágico, y Alexander's Feast fueron protagonizadas por Anna Maria Strada y John Beard. Este último se convirtió en el tenor solista permanente de Händel durante el resto de su vida. La pieza fue un gran éxito y le permitió al compositor hacer la transición entre la escritura de óperas italianas a las obras corales inglesas.
En abril de 1737, cuando tenía 52 años, sufrió un derrame cerebral que le inhabilitó el uso de cuatro dedos de su mano derecha, lo que le impidió tocar. Incluso parecía que el trastorno a veces afectaba a su entendimiento. Nadie esperaba que fuera a ser capaz alguna vez de volver a tocar, pero se recuperó con notable rapidez del problema. Viajó a un balneario a Aquisgrán para recuperarse. Durante seis semanas tomó largos baños calientes y terminó tocando el órgano para un público sorprendido. Incluso pudo escribir una de sus óperas más populares, Serse (que incluye la famosa aria Ombra mai fù que escribió para el castrato Caffarelli), justo un año después de su aflicción.

### Dublín y los oratorios (1741-1749)

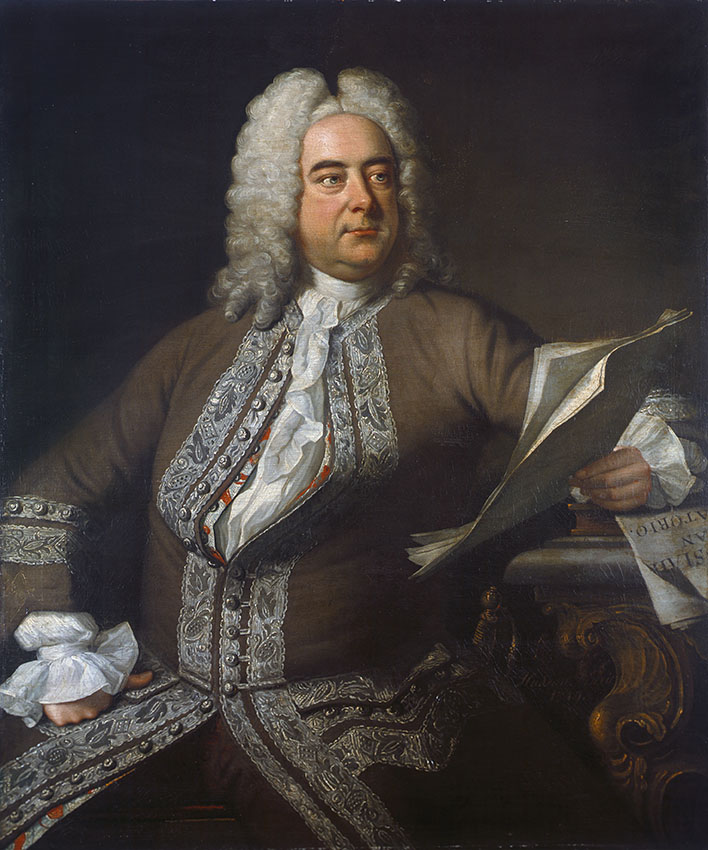
Georg Friedrich Händel en 1741.

En 1741, se representó tres veces su última ópera, Deidamía, una coproducción con el conde de Holderness. Händel renunció a la composición de óperas y se dedicó a la de oratorios, que tenían más éxito. Durante el verano de ese año, William Cavendish lo invitó a Dublín, capital del Reino de Irlanda, para dar conciertos en beneficio de hospitales locales. Allí tuvo lugar el estreno de El Mesías, en el New Music Hall en Fishamble Street, el 13 de abril de 1742, con un coro de 26 niños y cinco hombres que provenían de los coros de las catedrales de San Patricio y de la Santísima Trinidad.
El estreno de Sansón, el 18 de febrero de 1743 en el Covent Garden Theatre, y el uso de solistas en inglés fue un gran éxito. La obra es muy teatral y el papel del coro se hizo cada vez más importante en sus oratorios posteriores. En 1747, escribió el oratorio Alexander Balus. Esta obra se escenificó en el Covent Garden Theatre el 23 de marzo de 1748 y para el aria Hark! hark! He strikes the golden lyre, compuso el acompañamiento para mandolina, arpa, violín, viola y violonchelo.

### Los últimos años (1749-1759)
En 1749, compuso la Música para los reales fuegos de artificio y a su primera representación asistieron 12 000 personas. Un año después se organizó una interpretación del Mesías a beneficio del Hospital Foundling, que tuvo un gran éxito y estuvo seguido de conciertos anuales durante el resto de su vida. En reconocimiento a su patrocinio, lo nombraron gobernador del hospital el día después de su concierto inicial. Legó una copia del Mesías a la institución después de su muerte. Su implicación con el Hospital es conmemorada hoy con una exposición permanente en el Museo Foundling de Londres, que también alberga la Gerald Coke Handel Collection. También realizó obras de beneficencia junto a organizaciones que asistían a músicos pobres y a sus familias.
En agosto de 1750, mientras viajaba en carruaje a Londres de regreso desde Alemania, Händel sufrió un accidente entre La Haya y Haarlem y resultó herido. Un año después, comenzó a tener problemas de visión en un ojo debido a una catarata, que fue operada por John Taylor. La operación no mejoró su vista, sino que posiblemente la empeoró. En esa época estaba componiendo el oratorio Jephtha. Al año siguiente, en 1752, se quedó completamente ciego. 
A comienzos de abril de 1759, se sintió mal durante una representación de su oratorio El Mesías. Terminado el concierto, se desmayó. Falleció el 14 de abril de 1759, en su casa en la calle Brook, 25. Fue enterrado, según su deseo plasmado en su testamento, en la abadía de Westminster, panteón de las personas más célebres del Reino Unido. Más de tres mil personas asistieron a su funeral, que fue celebrado con honores de Estado.
Händel poseía una colección de arte que subastaron un año después de su muerte, en 2012. El catálogo de la subasta contenía un listado de aproximadamente setenta pinturas y diez grabados (legó otras pinturas).

## Producción musical

### Análisis

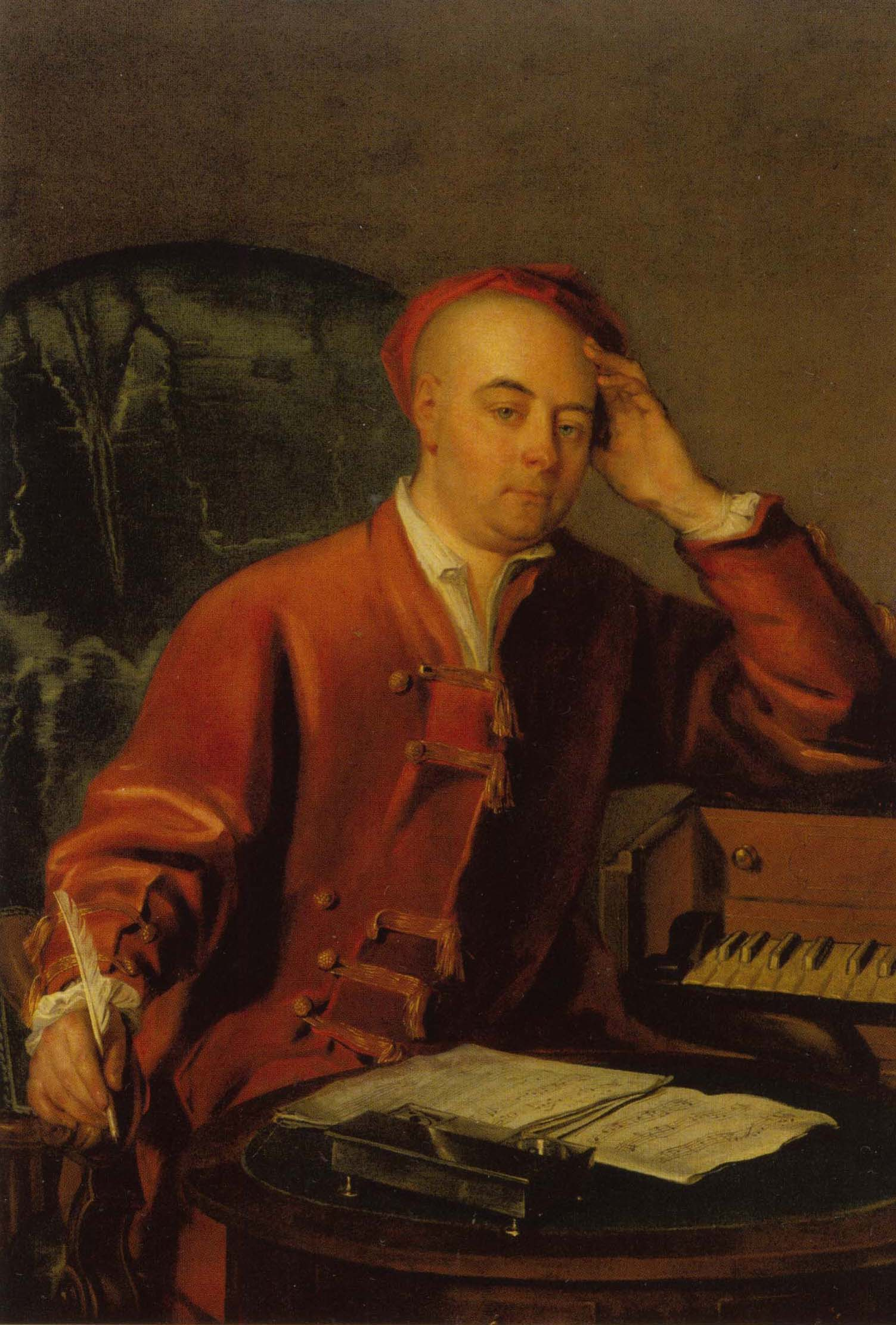
Händel, por Philippe Mercier.

El estilo de Händel es una síntesis de los principales estilos nacionales musicales de su época, tomando los mejores elementos y características de cada uno de ellos y superándolos por separado, como sus compatriotas contemporáneos Johann Sebastian Bach y Georg Philipp Telemann, donde además se añade el estilo inglés de Henry Purcell, al que Händel le da un nuevo y vigoroso empuje, siendo el verdadero continuador de este compositor. Todo ello fruto de sus estancias en Inglaterra, Alemania e Italia, dando prueba de que era un auténtico cosmopolita de su tiempo.
Su estilo tiene la solidez y el contrapunto de la música alemana, la melodía y el enfoque vocal del bel canto de la italiana, la elegancia y solemnidad de la escuela francesa y la audacia, sencillez y fuerza de la inglesa. Händel es un fiel continuador de estos estilos y técnicas, en que no aporta ninguna novedad a todas estas corrientes musicales de la primera mitad del siglo XVIII, aunque como Jean-Philippe Rameau, su música, especialmente en óperas y oratorios, adquiere un nuevo y especial sentido dramático y monumental, triunfante, poderoso y solemne que es único entre la música de su tiempo.
Generalmente, su producción tiene una estructura simple y sencilla, de lenguaje vocal en la línea del bel canto italiano, pero templado y conteniendo un pudor expresivo que recuerda a Purcell en vez de a los compositores italianos, cuyas cualidades cautivan rápidamente al auditorio, y la homofonía. Es, en esencia, de corte mayormente italiano, que es el estilo más presente en su música y el que más ha influenciado en todos los aspectos de su obra.
Händel introdujo en sus obras instrumentos musicales poco corrientes, como la viola de amor y la violetta marina (Orlando), el laúd (Oda para el día de Santa Cecilia), tres trombones (Saul), clarinetes o pequeñas cornetas (Tamerlán), tiorba, trompa (Música acuática), liricordio, contrafagot, viola da gamba, carillón, órgano positivo y arpa (Julio César en Egipto y Alexander's Feast).

### Obras
El catálogo musical de las obras de Händel, que abarca en total 612 registros más 25 suplementos y obras dudosas y perdidas,
fue elaborado y publicado en 1978 y 1986 en tres volúmenes. Se conoce con las siglas «HWV», que significan Händel-Werke-Verzeichnis (en alemán, «Catálogo de obras de Händel»). A diferencia de otros catálogos que están ordenados cronológicamente, el HWV está clasificado por tipo de obra de géneros y según su naturaleza vocal o instrumental.
Sus obras se dividen en siete grandes grupos, contenidos en dos grandes bloques: música vocal (dramática, oratorios, profana y religiosa) y música instrumental (orquestal, de cámara y para clave) donde abarca todos y cada uno de los géneros de su época.

#### Música vocal
En cuanto a música vocal, los géneros y obras que el compositor compuso, que suman 290 piezas en total, son 42 óperas en italiano, alemán e inglés —46 si se añaden Alceste, Sémele, Acis y Galatea y Hércules—, dos músicas incidentales para espectáculos en inglés, 24 oratorios en italiano, alemán e inglés, cuatro odas y serenatas en italiano e inglés, 100 cantatas en italiano, francés y español, 21 dúos, dos tríos, 26 arias sueltas, 16 obras para conciertos espirituales, 41 himnos, cinco tedeum, un Jubilate y tres himnos ingleses.
Las óperas componen el punto central de su obra junto con los oratorios y es uno de los más importantes compositores de dicho género, y el más destacado en el subgénero dramático de la ópera barroca, la ópera seria del siglo XVII. Sin embargo, dentro de la ópera seria no se puede comparar a Händel con sus antecesores, Alessandro Scarlatti, y sucesores, Johann Adolph Hasse, Christoph Willibald Gluck y Nicola Porpora, ya que fue diferente de ellos por sus formas poco italianas y la utilización de recursos de la ópera alemana y francesa.
Händel tendía cada vez más a sustituir solistas italianos por ingleses. La razón más importante de este cambio fue la disminución de los rendimientos financieros de sus óperas. Así fue cómo se creó la tradición con los oratorios que habría de regir su representación en el futuro. Las obras se interpretaban sin trajes ni acción y los cantantes aparecían con su propia ropa. Su obra más famosa, el oratorio El Mesías con su coro «Aleluya», es una de las obras más populares de la música coral y se ha convertido en la pieza central de la temporada navideña.

#### Música instrumental
En música instrumental, compuso 78 obras en el ámbito orquestal: 34 conciertos para solistas, 23 concerti grossi, cuatro oberturas, siete suites, dos sinfonías, seis movimientos de danzas y conciertos sueltos y dos marchas. Escribió 68 en el ámbito de cámara: 22 sonatas para un instrumento solista y bajo continuo, 25 sonatas en trío y 19 movimientos sueltos de danzas, marchas y sonatas. Entre todas ellas destacan dos obras orquestales, Música para los reales fuegos de artificio y Música acuática.
Entre 1703 y 1706, mientras residía en Hamburgo compuso la cuarta estructura de la Suite N.º 4, Zarabande para clavecín en D-menor, la obra fue publicada recién en 1733.
Sus obras para teclado, en especial las 186 destinadas al clavicémbalo —30 suites y oberturas y 156 movimientos de suite sueltas—, son una de las cimas de la música barroca, junto con Johann Sebastian Bach, Jean-Philippe Rameau, François Couperin y Domenico Scarlatti para estos instrumentos. Sus obras más importantes y conocidas son dos colecciones de suites (HWV 426-433 y HWV 434-442) —publicadas en Londres en 1720 y 1733—, seis fugas (HWV 605-610) y doce conciertos para órgano (Op. 4 y Op. 7). En este ámbito, su maestro Friedrich Wilhelm Zachow le familiarizó con la escuela alemana del clave y órgano, donde recibió influencias de Johann Kuhnau, Johann Jakob Froberger, Johann Caspar Kerll y Dietrich Buxtehude. Esta música tiene un aspecto libre y espontáneo, al igual que el resto de su música instrumental. Este novedoso y poco común género lo interpretaba él mismo en los intermedios de sus oratorios. Händel, en estos conciertos, demostraba su talento como organista y su original sonoridad y con ellos se ganaba el favor del público. Sin embargo, se tiene una imagen incompleta de cómo debía de sonar realmente esa música, ya que en las partituras no aparecen las ornamentaciones ni las secciones reservadas a la improvisación. Händel, como Bach, fue un notable improvisador al teclado.
Sus suites HWV 426-433 tienen una originalidad y una variedad muy grande en varios aspectos, en referencia a la suite francesa para teclado, siguiendo la norma como el resto de su obra instrumental. Adoptó variados patrones y movimientos de diversos géneros: la sonata de iglesia, como en el caso de la Suite 2, la estructura clásica de la suite, como en el caso de la Suite 1, o una combinación de ambos géneros, como en la Suite 7, y diversos estilos, como el concierto en la Suite 4. Estas suites tienen una gran potencia y sentido dramático, un aire de grandeza que casi desborda el marco del clave y utilizan tonalidades poco usadas en la primera mitad del siglo XVIII, como en el caso de la Suite en fa sostenido menor, y, entre la producción de teclado, es en estas obras donde está más patente la originalidad de Händel.

## Legado

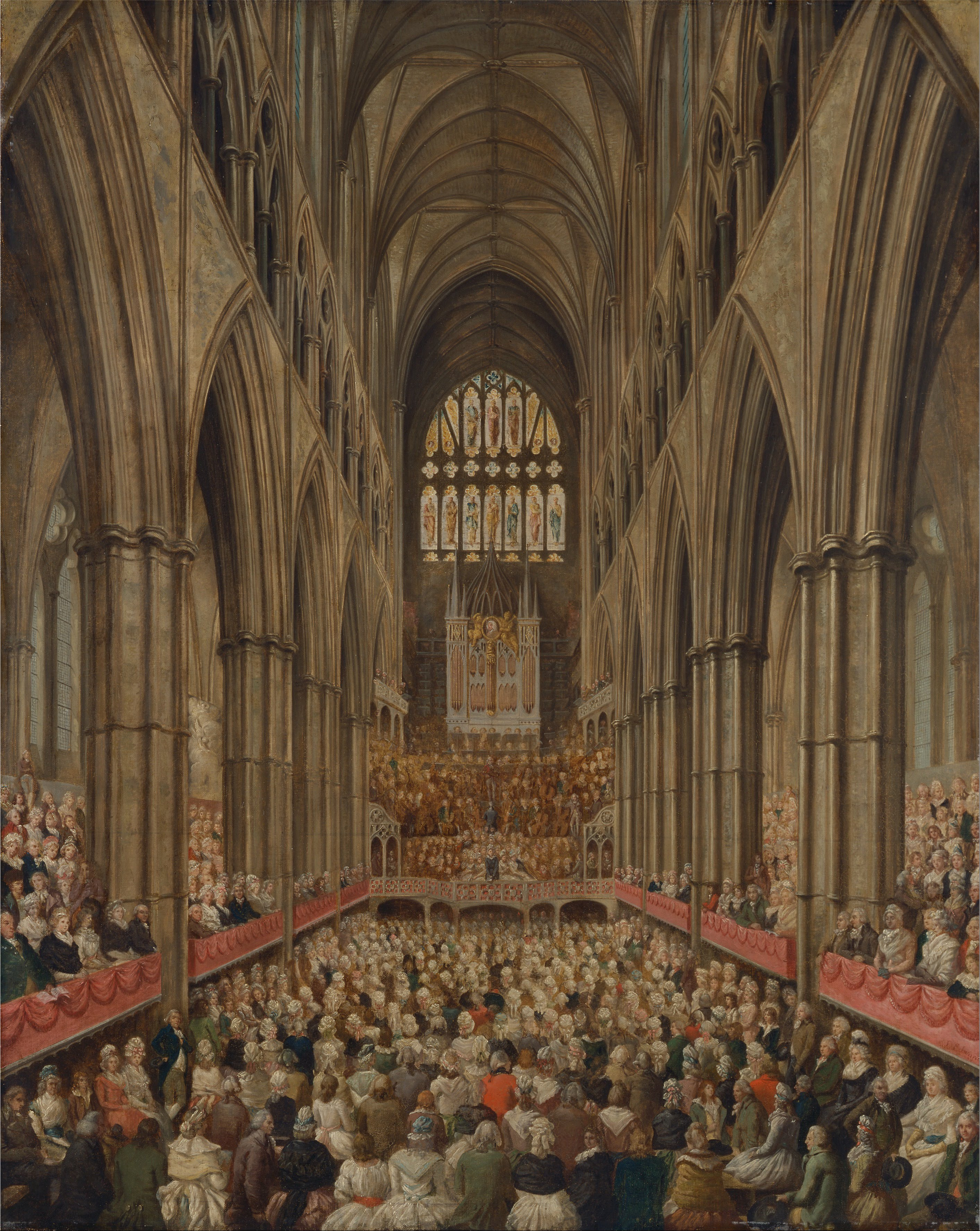
Vista del interior de la abadía de Westminster en la Conmemoración de Händel, tomado de la caja del director, Edward Edwards, ca. 1790. Centro de Arte Británico de Yale.

Después de su muerte, sus óperas italianas cayeron en el olvido, a excepción de selecciones como el aria de Serse, Ombra mai fù. Se continuaron interpretando sus oratorios, pero no mucho después de la muerte del compositor se pensaba que necesitaban un poco de modernización y Wolfgang Amadeus Mozart orquestó una versión alemana del Mesías y otras obras. En el vigesimoquinto aniversario de su muerte, tuvo lugar un acto de conmemoración en la Abadía de Westminster. 
A lo largo del siglo XIX y la primera mitad del XX, en particular en los países de habla inglesa, su reputación se basaba principalmente en sus oratorios ingleses, que se representaban habitualmente por enormes coros de cantantes aficionados en ocasiones solemnes. El centenario de su muerte, en 1859, fue celebrado con una representación del Mesías en The Crystal Palace, que implicaba 2765 cantantes y 460 instrumentistas, que actuaron para un público de unas 10 000 personas.
En general, Händel ha gozado de una gran estima entre sus compañeros compositores, tanto en su propia época como desde entonces. Johann Sebastian Bach intentó, sin éxito, reunirse con Händel mientras estaba visitando Halle. A Mozart se le atribuye haber dicho de él «Händel entiende los afectos mejor que cualquiera de nosotros. Cuando quiere, golpea como un rayo». Para Ludwig van Beethoven era «el maestro de todos nosotros ... el compositor más grande que jamás haya existido. Me dejaría al descubierto la cabeza y me arrodillaría ante su tumba». Beethoven destacó, sobre todo, la sencillez y el atractivo popular de la música de Händel cuando dijo: «Recurre a él para aprender cómo lograr grandes efectos, por medios tan simples».

### Händel en la cultura popular

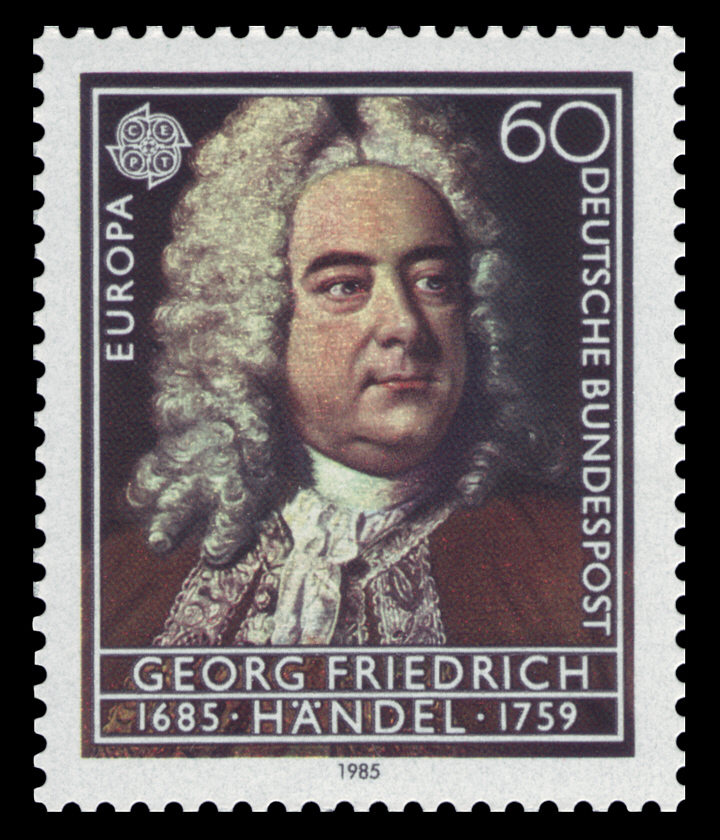
Sello postal de 1985 de la República Federal de Alemania para conmemorar el 300 aniversario del nacimiento del compositor.

Georg Friedrich Händel es uno de los compositores más conocidos de la música clásica. Se ha utilizado su imagen en diversos formatos artísticos y de otra índole, como pósteres, caricaturas y postales. Se han emitido sellos postales y otros documentos filatélicos y numismáticos en numerosos países del mundo, en muchos casos para conmemorar los aniversarios de su nacimiento y muerte. También se han acuñado monedas, medallas y medallones conmemorativos. Su imagen u obras han sido utilizadas en diversos artículos de merchandising, como relojes, vitolas de puro, naipes, muñecos de juguete, platos, tazas y camisetas. Además, se han erigido estatuas y placas conmemorativas en diferentes ciudades y existen numerosos bustos y retratos con su figura.
En 1942, se estrenó la película biográfica The Great Mr. Handel, dirigida por Norman Walker y protagonizada por Wilfrid Lawson. Además, se ha utilizado su música en más de 400 películas y programas de televisión.
En su condición de autor de música religiosa, su nombre figura entre las celebraciones del Calendario de Santos Luterano y comparte fecha con Johann Sebastian Bach y Heinrich Schütz. Además, se le honra con un día festivo del Calendario de Santos de la iglesia episcopal. Se celebra el 28 de julio y lo comparte con Bach y Henry Purcell. Händel y Bach también se conmemoran en el calendario de los santos preparado por la Order of Saint Luke para uso de la Iglesia metodista unida.
El cráter de impacto en el planeta Mercurio denominado «cráter Handel» lleva su nombre, así como el piedemonte de hielo Händel, en la costa centro-occidental de la isla Alejandro I, en la Antártida.